# پردیس فنی و مهندسی شهید عباسپور
پردیس فنی و مهندسی شهید عباسپور∗ (پیشتر: دانشگاه صنعت آب برق - شهید عباسپور) از سال ۱۳۵۱ هجری شمسی (۱۹۶۸ میلادی) تحت عنوان مرکز آموزش‌های تخصصی برق به منظور ارائه آموزش‌های مورد نیاز مهندسین و تکنسین‌های برق تأسیس شد. این مرکز متناسب با نیاز صنعت برق و سپس صنعت آب به سرعت در قالب مجتع عالی آموزشی و پژوهشی شهید عباسپور، دانشکده صنعت آب و برق (شهید عباسپور) و دانشگاه صنعت آب و برق (شهید عباسپور) گسترش یافت. در چهارچوب سیاست‌های کلان آموزش عالی و تجدید ساختار در صنعت آب و برق و همچنین تعمیم آموزش و پژوهش از بخش‌های مهندسی به حوزه‌های اقتصادی، اجتماعی و مدیریتی، شورای گسترش آموزش عالی در جلسه ۲۴ فروردین ۱۳۹۲ دانشگاه صنعت آب و برق (شهید عباسپور) را تحت عنوان پردیس فنی و مهندسی شهید عباسپور به دانشگاه شهید بهشتی الحاق نمود.
عملکرد دانشگاه صنعت آب و برق (شهید عباسپور) در گذشته و نقش برجسته آن در توسعه آموزش‌های تخصصی و تربیت مهندسین کارآمد، و سرمایه‌گذاری عظیم انجام شده در توسعه منابع انسانی و امکانات این دانشگاه، و همچنین ارتباط نزدیک آن با صنعت آب و برق کشور از یک سو، و اعتبار علمی و جایگاه رفیع و گستره فراگیر فعالیت‌های دانشگاه شهید بهشتی، از سوی دیگر، شرائط مساعدی را فراهم آورده است تا پردیس فنی و مهندسی شهید عباسپور دانشگاه شهید بهشتی بتواند در راستای ایجاد قطب‌های آموزشی، علمی و پژوهشی در حوزه‌های حیاتی آب، آبفا، برق، انرژی و محیط زیست حرکت نماید.
مأموریت تولید، تدوین و ارائه دانش فنی صنعت آب و برق و تربیت متخصصین متعهد اکنون به عنوان پردیس فنی دانشگاه شهید بهشتی به هدف نیل به جایگاه معتبرترین دانشگاه و مرجع علمی- فناوری اصلی در زمینه‌های مرتبط با آب، آبفا، برق، انرژی و محیط زیست تبدیل شده‌ است.
همچنین پردیس عباسپور دانشگاه شهید بهشتی به ارائه آموزش‌های علمی - کاربردی و تخصصی کوتاه مدت مورد نیاز صنعت آب و برق در چارچوب استانداردهای آموزشی و بر پایه دانش و فناوری موجود و جدیدترین دستاوردهای این صنعت در سطح بین‌المللی می‌پردازد.
پردیس فنی و مهندسی دانشگاه شهید بهشتی، با داشتن ۱۲۰ نفر عضو هیئت علمی و بیش از ۱۰۰ آزمایشگاه و لابراتوار، پشتیبان اصلی در صنایع نیروگاهی، برق، آب و فاضلاب در ایران است.

## پیشینه
در سال ۱۳۵۱ به منظور افزایش مهارت‌های کارشناسان و تکنسین‌های صنعت آب و برق، مرکز آموزش‌های تخصصی برق در شمال شرق تهران و در منطقه حکیمیه فعالیت خود را آغاز کرد.
تا قبل از پیروزی انقلاب ۵۷، فعالیت‌های این مرکز در سطح محدود ادامه داشت. در سال ۱۳۵۹، با دستور حسن عباسپور، وزیر وقت نیرو و با کوشش محمدصادق قاضی‌زاده، محمد احمدیان و کبیر صادقی این مرکز تبدیل به مجتمع آموزشی و پژوهشی شد که علاوه بر برگزاری دوره‌های کوتاه مدت برای تکنسین‌های برق، دوره‌های کوتاه مدت و بلند مدت در مقطع کارشناسی را نیز در برنامه خود قرار داد.

### تاریخچهٔ دانشگاه
مجتمع آموزشی شهید عباسپور با توسعه کمی و کیفی دامنه فعالیت‌های آموزشی تجهیزات آزمایشگاهی در سال ۱۳۷۰ به دانشکده و سپس در سال ۱۳۸۴ به دانشگاه صنعت آب و برق ارتقا یافت. هم‌اکنون دانشگاه صنعت آب و برق به عنوان عالی ترین مرکز آموزش‌های مورد نیاز صنعت آب و برق، دوره‌های آموزشی بلند مدت کارشناسی و تحصیلات تکمیلی و نیز دوره‌های کوتاه مدت تخصصی ارائه می‌کند.
در سال ۱۳۸۷ این دانشگاه تحت نظر وزارت علوم تحقیقات و فناوری قرار گرفت و از آن پس عملاً وزارت نیرو تنها قسمت معاونت آموزش‌های تخصصی آن را پشتیبانی می‌کند.

حسن عباسپور بنیان‌گذار دانشگاه صنعت آب و برق

## دانشکده‌ها
این دانشگاه دارای ۴ دانشکده، ۱۴ گروه تخصصی، ۵ مرکز و مؤسسه و حدود ۶۰ واحد تخصصی است:

### دانشکده مهندسی برق و کامپیوتر
که شامل ۳ گروه مهندسی برق قدرت، گروه مهندسی الکترونیک و کامپیوتر و گروه مهندسی کنترل و ابزار دقیق می‌باشد.
این دانشکده همچنین دارای ۱۲ آزمایشگاه و ۱۱ کارگاه تخصصی است.
هم‌اکنون این دانشکده در گرایش‌های برق- قدرت، برق - کنترل، کامپیوتر- سخت‌افزار و کامپیوتر- نرم‌افزار در مقطع کارشناسی، گرایش‌های کنترل، قدرت، کنترل و مدیریت شبکه، الکترونیک قدرت و درایو، حفاظت سیستم‌های قدرت و تجدید ساختار در سیستم قدرت در مقطع کارشناسی ارشد و همین‌طور گرایش‌های کنترل و قدرت در مقطع دکتری دانشجو می‌پذیرد.

### دانشکده مهندسی عمران ، آب و محیط زیست
که شامل پنج گروه مهندسی منابع آب، مهندسی آب و فاضلاب، مهندسی سازه ، ژئوتکنیک ، مهندسی محیط زیست و برنامه ریزی حمل و نقل است.
این دانشکده در سال ۱۳۶۴ فعالیت‌های آموزشی خود را با ارائه آموزش‌های تخصصی و کوتاه مدت آغاز نمود. در سال ۱۳۶۷ با پذیرش دانشجو در رشته کاردانی عمران-بهره‌برداری از منابع آب، فعالیت‌های آموزشی بلند مدت در این گروه شکل گرفت. سپس در پی تبدیل مرکز شهید عباسپور به دانشکده در سال ۱۳۷۰ در دو رشته مهندسی علمی «عمران، ساختمان‌های آبی» و «عمران، سد و شبکه» اقدام به پذیرش دانشجو از طریق کنکور سراسری نمود.

هم‌اکنون نیز در گرایش‌های آب و فاضلاب، ساختمان‌های آبی، سد و شبکه در دوره کارشناسی، گرایش‌های آب و فاضلاب و مهندسی رودخانه در مقطع کارشناسی ارشد و گرایش آب و فاضلاب در مقطع دکترا اقدام به جذب دانشجو می‌کند.

### دانشکده مهندسی مکانیک و انرژی
که شامل چهار گروه مهندسی مکانیک (نیروگاه)، مهندسی مکانیک (تبدیل انرژی)، مهندسی مکانیک (طراحی کاربردی) و مدیریت انرژی الکتریکی است. همچنین این دانشکده دارای ۱۱ واحد آزمایشگاهی، ۸ واحد کارگاه تخصصی و همچنین ۱۳ واحد ثبت شده تخصصی است که در بخش‌های مختلفی مانند صنایع نیروگاهی و موضوعات مرتبط به آن از جمله مباحث تخمین عمر، تحلیل خرابی و خوردگی، مدیریت انرژی، انرژی‌های نو، سیستم‌های تبدیل انرژی از جمله توربوماشین‌ها، سیستم‌های مکانیکی و حرارتی می‌باشد.

با توجه به حضور فعال ۵۰ عضو هیئت علمی و تکنسین عضو هیئت علمی و تکنسین‌های مجرب در بخش‌های آزمایشگاهی و کارگاهی، این دانشکده توانائی قابل توجهی در انجام پروژه‌های مختلف اعم از پژوهشی و خدمات فنی و مهندسی دارد. دامنه فعالیت این گروه با توجه به امکانات نرم‌افزاری و سخت‌افزاری موجود می‌تواند دربرگیرنده موضوعات متنوع دیگر، مرتبط با تخصص اعضای هیئت علمی آن باشد.
برنامه‌ها و اهداف
در حال حاضر دانشکدهٔ مهندسی مکانیک و انرژی در قالب پنج گروه آموزشی، در آموزش‌های بلند مدّت، آموزش‌های آزاد تخصصی-کاربردی، پروژه‌های تحقیقات کاربردی و خدمات فنّی مهندسی فعال می‌باشد. همچنین در چهارچوب برنامة توسعة دانشگاه، این دانشکده، توسعة فعالیّتهای خود در تمامی زمینه‌ها را هدف گذاری نموده که از آن جمله می‌توان به راه‌اندازی توامان رشته‌های جدید تحصیلی و پذیرش دانشجو در مقطع دکترا، همزمان با جذب اعضای جدید هیئت علمی و همچنین توسعه امکانات آزمایشگاهی و کارگاهی و برنامه‌ریزی برای افزایش کمیت و کیفیت آموزش‌های تخصصی برای صنایع مختلف اشاره نمود.

### دانشکده اقتصاد و مدیریت
که شامل ۳ گروه مدیریت و منابع انسانی، حسابداری، اقتصاد و بهره‌وری می‌باشد.
این دانشکده در سال ۱۳۷۰ با نام گروه آموزشی مدیریت اداری و مالی آغاز به کار کرد. در سال ۱۳۷۵ با انتخاب تمام وقت یکی از افراد به عنوان مدیر گروه آموزشی مدیریت مالی و اداری فعالیت‌های گروه مزبور توسعه یافت و با جذب نیروی انسانی نسبت به تداوم و گسترش فعالیت‌ها اقدام نماید که در این ارتباط اولین دوره بلند مدت در دو رشته کارشناسی مدیریت و حسابداری در سال ۱۳۷۱ آغاز گردید.
هم‌اکنون این دانشکده یکی از متولیان برگزاری دوره‌های کوتاه مدت در زمینه‌های مدیریت و حسابداری، برای بخش صنعت در دانشگاه می‌باشد. همچنین این دانشکده دوره‌های بلندمدت حسابداری در مقاطع کاردانی، کارشناسی و کارشناسی ارشد و مدیریت در مقطع کارشناسی و کارشناسی ارشد برگزار می‌کند.

## دوره‌های کارشناسی
تمام دانشجویان رشته‌های کارشناسی این دانشگاه همانند سایر دانشگاه‌های دولتی از آزمون سراسری پذیرفته می‌شوند.
- مهندسی برق
- مهندسی مکانیک
- مهندسی علمی - کاربردی عمران - آب و فاضلاب
- مهندسی عمران
- مهندسی کامپیوتر
- مهندسی انرژی

در سال ۱۳۹۰ عنوان رشته‌ها تغییر کرد.

## دوره‌های کارشناسی ارشد
دانشجویان دوره‌های کارشناسی ارشد همانند سایر دانشگاه‌های دولتی از طریق آزمون سراسری کارشناسی ارشد یا آیین‌نامه استعدادها درخشان مصوب وزارت علوم پذیرفته می‌شوند.
- مهندسی برق، کنترل
- مهندسی برق، قدرت
- مهندسی برق- قدرت- تجدید ساختار سیستم‌های قدرت
- مهندسی برق - قدرت - الکترونیک قدرت و ماشین‌های الکتریکی
- مهندسی برق – قدرت – حفاظت شبکه
- مهندسی برق – قدرت- مدیریت و کنترل شبکه‌های قدرت
- مهندسی عمران – زلزله
- مهندسی عمران – ژئوتکنیک
- مهندسی عمران – مهندسی و مدیریت منابع آب
- مهندسی عمران – برنامه ریزی حمل و نقل
- مهندسی عمران – مهندسی محیط زیست
- مهندسی عمران – مکانیک خاک و پی
- مهندسی عمران – مهندسی آب و سازه‌های هیدرولیکی
- مهندسی عمران – مدیریت بحران در سوانح طبیعی
- مهندسی مکانیک – تبدیل انرژی
- مهندسی مکانیک – تبدیل انرژی – مدیریت انرژی الکتریکی
- مهندسی مکانیک – طراحی کاربردی
- مهندسی مواد – شناسایی و انتخاب مواد مهندسی
- مهندسی سیستم‌های انرژی
- مهندسی انرژی‌های تجدیدپذیر
- مهندسی ایمنی و بازرسی فنی
- اقتصاد انرژی

## دوره‌های دکتری
- مهندسی برق - کنترل
- مهندسی برق - قدرت
- مهندسی مکانیک - تبدیل انرژی
- مهندسی مکانیک - طراحی کاربردی
- مهندسی انرژی‌های تجدیدپذیر
- مهندسی عمران - آب
- مهندسی محیط زیست - آب و فاضلاب

## افتخارات
- گروه علمی بتن این دانشگاه یکی از فعال‌ترین و موفق‌ترین گروه‌های دانشگاه‌های کشور است و در مسابقات ACI مقام‌های متعددی کسب کرده‌است. تیم بتن دانشگاه در سال ۸۲ در مسابقات جهانی ACI که در کشور آمریکا و با حضور بیش از ۵۰ تیم برگزار شد، ضمن ثبت یک رکورد جهانی، رتبه اول مسابقات بتن جهانی در رشته سازه محافظ بتنی را کسب کرد.[۱۶]
- گروه علمی بتن دانشگاه در اولین دوره مسابقات ملی دانشجویی انجمن بتن ایران با حضور حدود ۱۰۰ تیم از دانشگاه‌های ایران برگزار شد، در رشته سازه محافظ بتنی به مقام اول و در رشته توپ بولینگ بتنی به مقام دوم کشوری رسید.[۱۶]
- کسب مقام اولی همایش سالانه مؤسسه بین‌المللی بتن (ACI) در رشته طرح مدیریتی و پژوهشی و مقام سومی در توپ بولینگ توسط تیم بتن دانشگاه[۱۷]

## رؤسای دانشگاه

نمایی از دانشگاه در فصل تابستان

نمایی از دانشگاه در فصل پاییز

نمایی از مسجد دانشگاه در فصل زمستان

هم‌اکنون هومان لیاقتی رئیس کل پردیس فنی و مهندسی دانشگاه شهید بهشتی است.
| ردیف | نام                    | تاریخ شروع      | تاریخ خاتمه     |
| ---- | ---------------------- | --------------- | --------------- |
| ۱    | منوچهر ادیب فر         | ۱ شهریور ۱۳۵۰   | ۱ مهر ۱۳۵۱      |
| ۲    | محمدعلی هادی زاد       | ۱ مهر ۱۳۵۱      | ۱ اردیبهشت ۱۳۵۲ |
| ۳    | مصطفی حامد             | ۱ اردیبهشت ۱۳۵۲ | ۱ فروردین ۱۳۵۵  |
| ۴    | ایرج وفائی             | ۱ فروردین ۱۳۵۵  | ۱ مهر ۱۳۵۷      |
| ۵    | محمدحسین پرکار         | ۱ مهر ۱۳۵۷      | ۱ خرداد ۱۳۵۸    |
| ۶    | محمدکاظم پناهنده       | ۱ خرداد ۱۳۵۸    | ۱ خرداد ۱۳۵۹    |
| ۷    | محمدصادق حامد          | ۱ خرداد ۱۳۵۹    | ۱ خرداد ۱۳۶۰    |
| ۸    | حسن صفری شبستری        | ۱ خرداد ۱۳۶۰    | ۱ خرداد ۱۳۶۱    |
| ۹    | غلام پورتقی            | ۱ خرداد ۱۳۶۱    | ۴ خرداد ۱۳۶۳    |
| ۱۰   | محمدرضا مشکوة الدینی   | ۵ خرداد ۱۳۶۳    | ۱۴ تیر ۱۳۶۵     |
| ۱۱   | محمود ایزدی نجف‌آبادی   | ۱۵ تیر ۱۳۶۵     | ۲۴ مرداد ۱۳۶۹   |
| ۱۲   | حمید لسانی             | ۲۵ مرداد ۱۳۶۹   | ۲۴ مرداد ۱۳۷۰   |
| ۱۳   | محمد احمدیان           | ۲۵ مرداد ۱۳۷۰   | ۳۱ مرداد ۱۳۷۶   |
| ۱۴   | محمدصادق قاضی‌زاده      | ۱ شهریور۱۳۷۶    | ۸ بهمن ۱۳۷۸     |
| ۱۵   | سید مجید یادآور نیک‌روش | ۹ بهمن ۱۳۷۸     | ۲۷ مرداد ۱۳۸۱   |
| ۱۶   | محمدرضا نقاشان         | ۲۸ مرداد ۱۳۸۱   | ۱۵ مهر ۱۳۸۴     |
| ۱۷   | سید مجید یادآور نیک‌روش | ۱۶ مهر ۱۳۸۴     | ۱۳۸۹            |
| ۱۸   | علی اکبر افضلیان       | ۱ مهر ۱۳۸۹      | ۱۳۹۴            |
| ۱۹   | عبدالله رشیدی مهرآبادی | ۱۲ مهر ۱۳۹۴     | ۲۲ دی ۱۳۹۶      |
| ۲۰   | هومان لیاقتی           | ۲۳ دی ۱۳۹۶      | 1398            |
| 21   | رجبعلی برزویی          | 1398            | 1401            |
| 22   | مجید زندی              | 23شهریور 1401   | 27 بهمن 1402    |
| 23   | حسین کرمانیان          | 28 بهمن 1402    | تا کنون         |

## چهره‌های شاخص
- محمد احمدیان - معاون سابق وزیر نیرو در امور برق و مدیرعامل شرکت مادر تخصصی تولید و توسعه انرژی اتمی[۱۹]
- محمدصادق قاضی‌زاده - معاون سابق وزیر نیرو و رئیس پژوهشگاه نیرو[۲۰]
- کبیر صادقی - معاون سابق سازمان بنادر و دریانوردی و بنیان‌گذار آیکوپمس[۲۱]
- نعمت حسنی - رئیس مرکز مطالعات بحران‌های طبیعی در صنعت شمال و شرق تهران
- گاگیک بدلیانس قلی کندی - رئیس سابق موسسه تحقیقات آب[۲۲]
- علی ذبیحی - مدیرعامل سابق سازمان تأمین اجتماعی و سرپرست معاونت تحقیقات و منابع انسانی[۲۳]
- مجتبی خدرزاده - پژوهشگر برتر صنعت برق ایران در سال ۱۳۸۴[۲۴]
- سعید خرقانی - معاون وزیر نیرو در امور اشتغال و امور انسانی[۲۵]
- محمدجواد آذری جهرمی - وزیر ارتباطات و فناوری اطلاعات
- محمدرضا مشکوة الدینی - پژوهشگر برتر وزارت نیروی ایران در سال ۱۳۸۵[۲۶]
- علیرضا یزدی‌زاده - مدیرعامل سازمان بهره‌برداری انرژی ایران (سابا) و پژوهشگر برتر وزارت نیروی ایران در سال ۱۳۸۷[۲۷]
- سعید مهذب ترابی - مدیرعامل سازمان بهره‌برداری انرژی ایران (سابا)[۲۷]
- علی نورزاد - معاون وزیر راه و شهرسازی و مدیرعامل شرکت ساخت و توسعه زیربناهای حمل و نقل کشور[۲۸]

## آموزش‌های تخصصی و مهارتی
یکی از مهم‌ترین رویکردهای این دانشگاه در آموزش‌های کوتاه مدت به فعالان در بخش انرژی کشور ایران از جمله کارکنان صنایع برقی و نیروگاهی است. طبق آمار منتشر شده توسط روابط عمومی این دانشگاه همه ساله این دانشگاه میزبان ۱۲۰۰۰ تا ۲۰۰۰۰ نفر در
آموزش‌های کوتاه مدت وابسته به برق، نیروگاه و گرایش‌های تخصصی آب و فاضلاب می‌باشد.
همچنین این دانشگاه علاوه بر رفع نیازهای شاخه صنعت آب و برق به سایر صنایع جانبی و مشابه همچون نفت، گاز، کشتی‌رانی، خودروسازی، پتروشیمی و ارتش نیز پرداخته‌است.
طبق آمار منتشره به‌طور متوسط در سال ۲۰۰۵، ۸۶۶۱ نفر و در سال ۲۰۰۶، ۹۵۴۳ نفر در هر ماه، تحت آموزش‌های تخصصی در این دانشگاه قرار گرفتند.

### سامانه جامع آموزش از راه دور (سجاد)
این سامانه که به سجاد معروف است، ویژهٔ ارائه آموزش‌های تخصصی بوده که با انطباق بر طرح‌های آموزشی جدید پایه‌گذاری شده‌است.
این سامانه با تولید و تدوینِ ۳۰ عنوان درس افزار ۳۰ ساعته، برای مجموعه دوره‌های آموزش و ظرفیت‌سازی در بخش آبفای کشور، بر اساس روش ارائه آموزش بر اساس دیدگاه غیرحضوری است. در این روش آموزشی، از راهکارهای مختلف چند رسانه مانند استفاده از لوح‌های فشرده تا استفاده از ویدئو استریمینگ در راستای بالا بردن راندمان و شبیه‌سازی محیط آموزشی استفاده می‌شود.

## مراکز وابسته
- مرکز مطالعات دینامیک شبکه برق ایران: این مرکز به منظور انجام مطالعات دینامیکی مورد نیاز شبکه‌های قدرت و در راستای تقاضا و انتظارات سازمان توانیر و وزارت نیرو و با اخذ مجوز از هیئت امنای دانشگاه در سال ۱۳۸۴ تأسیس شد. مدیریت این مرکز بر عهده محمدرضا آقامحمدی از اعضای هیئت علمی دانشکده برق دانشگاه است.[۳۳]
- مرکز مطالعات بحران‌های طبیعی در صنعت: این مرکز در سال ۱۳۸۲ به منظور شناخت و مقابله با بحران‌های صنعت آب و برق و انرژی کشور ایجاد شده‌است. مطالعات مربوط به سیستم‌های اندازه‌گیری، کنترل و مخابرات در بحران‌های طبیعی عمده فعالیت این مرکز را شامل می‌گردد.[۳۳]
- مؤسسه مطالعات تنظیم مقررات صنایع زیر بنایی: این مؤسسه در سال ۱۳۸۶ به منظور انجام مطالعات تطبیقی و ارائه راهکارهای مناسب جهت انجام تجدید ساختار سازمانی صنایع زیر بنایی و آموزش دانشجویان این صنایع با مدیریت مؤمن بهادرنژاد تأسیس گردید. هم‌اکنون دانشجویان کارشناسی ارشد مهندسی برق گرایش تجدید ساختار دانشگاه، که از آزمون سراسری پذیرفته می‌شوند، با این مؤسسه همکاری دارند.
- مرکز ملی مهندسی آب و فاضلاب (NWWEC): این مرکز تحقیقاتی به عنوان پشتیبان علمی صنعت آب و فاضلاب در ایران از سال ۱۳۶۹ شروع به کار کرده‌است. این مرکز از سال ۱۳۸۱ به عنوان زیر مجموعه‌ای از وزارت نیروی ایران به کار خود ادامه می‌دهد.[۳۴]
- مؤسسه تحقیقاتی آب‌شناسی: این مرکز در سال ۱۳۷۵ با هدف ارتباط با مراکز تخصصی بین‌المللی در زمینه علوم و فنون در صنعت آب تأسیس شد. این مرکز زیر نظر کمیته ملی آب‌شناسی وابسته به سازمان جهانی یونسکو فعالیت می‌کند.[۳۵]
- مرکز آموزش‌های علوم پایه و زبانه‌های خارجی: که در سال ۱۳۸۴ تشکیل گردید. در حال حاضر سه گروه «معارف اسلامی»، «علوم پایه» و «زبان‌های خارجی» در این مرکز در حال فعالیت می‌باشند.

این مرکز دارای ۴ آزمایشگاه تخصصی و یک مرکز آموزش تخصصی زبان است.
- مرکز آموزش مجازی و آموزش از راه دور
- واحد تخصصی مدیریت فناوری اطلاعات (ITM)[۳۷]
- این دانشگاه همچنین دارای دفاتری در استان‌های تهران، زنجان، هرمزگان، کرمان، مرکزی و سمنان می‌باشد.[۳۸][۳۹]

## دانشگاه‌ها و موسسات همکار
| ردیف | نام دانشگاه                                    | کشور            | زمینهٔ همکاری |
| ---- | ---------------------------------------------- | --------------- | --- |
| ۱    | دانشگاه علوم و فنون لیل                        | فرانسه          | |
| ۲    | دانشگاه کوبه                                   | ژاپن            | شناسایی نقاط ضعف و ایمن‌سازی شبکه گاز تهران بزرگ در مقابل زلزله و سایر بلایای طبیعی |
| ۳    | سازمان آموزش از راه دور ICDE وابسته به یونسکو  | سازمان ملل متحد | ارائه روش‌های نوین آموزش الکترونیکی تبادل اطلاعات و ایجاد ارتباط میان برگزارکنندگان دوره‌های مجازی - برگزاری همایش و سمینار آن لاین با موضوع آموزش الکترونیکی - ارتقاء همکاری‌های میان فرهنگی به وسیله آموزش الکترونیکی |
| ۴    | کمیته ملی آب‌شناسی وابسته به یونسکو             | ایران           | ارتباط با مراکز تخصصی بین‌المللی در زمینه علوم و فنون در صنعت آب |
| ۵    | شرکت توزیع نیروی برق تهران بزرگ                | ایران           | همکاری آموزشی جهت آموزش‌های تخصصی |
| ۶    | دانشکده برق دانشگاه صنعتی خواجه نصیرالدین طوسی | ایران           | ارتباط با مرکز تحقیقات فناوری اطلاعات و ارتباطات و نماینده ITU سازمان ملل در ایران |

## امکانات

مسیرهای دسترسی به دانشگاه

### امکانات آموزشی
دانشگاه دارای ۱۱۰ کارگاه و آزمایشگاه تخصصی می‌باشد. همچنین ۵۹ واحد تخصصی در این دانشگاه فعالیت دارند. بیشتر آزمایشگاه‌های دانشگاه جزو آزمایشگاه‌های مرجع و تخصصی صنعت برق و آب ایران هستند و دارای قابلیت تست کلیه کنتورها و سیمولاتور نیروگاه و توربین و ترانسفورماتورهای توزیع
می‌باشند. کلاس‌های این دانشگاه مجهز به ویدئوکنفرانس می‌باشد.

### امکانات ورزشی
این دانشگاه دارای امکانات ورزشی همچون: زمین چمن فوتبال، سالن ورزشی سرپوشیده فوتسال و کشتی، زمین چمن مصنوعی، سالن بدنسازی و استخر روباز می‌باشد.

## مهم‌ترین رویدادها

### تحصن آذر و دی ماه سال ۱۳۸۳
تحصن دانشجویان دانشکده صنعت آب و برق شهید عباسپور از صبح روز ۲۲ آذر ۱۳۸۳ با سازمان دهی شورای صنفی دانشجویان و خودداری دانشجویان از حضور در کلاس‌های درس و در مقابل ساختمانی آموزش دانشگاه آغاز شد. دانشجویان در اعتراض به پذیرش دانشجوی علمی کاربردی و دیگر مشکلات صنفی آموزشی خود و تصمیم وزارت نیرو برای واگذاری این دانشکده به دانشگاه جامع علمی کاربردی تجمع کرده بودند.
محمدرضا نقاشان رئیس وقت دانشگاه دربارهٔ تحصن دانشجویان گفت:
تا کنون هیچ برخورد انضباطی با دانشجویان نشده‌است ولی در صورت ادامه این روند مجبور به برخورد انضباطی با دانشجویان می‌شویم.
با طولانی‌تر شدن اعتراضات، برخی از اعضای شوراهای صنفی دانشگاه تهران، دانشگاه صنعتی امیرکبیر، دانشگاه علم و صنعت، دانشگاه علامه طباطبایی و دانشگاه الزهرا در حمایت از دانشجویان دانشکده شهید عباسپور در این اعتراضات شرکت کردند.
با ادامه تحصن دانشجویان و کشیده شدن به روز بیست و هفتم، در تاریخ ۱۹ دی توافق‌نامه‌ای میان نمایندگان دانشجویان و وزارت نیرو امضا شد که به موجب آن دانشکده صنعت آب و برق به دانشگاه صنعت آب و برق تغییر نام داد. همچنین پذیرش دانشجوی سراسری در دانشکده، انتقال دانشجویان جامع علمی کاربردی به دیگر مراکز و موسسات دانشگاه جامع علمی کاربردی برخی از مفاد دیگر این توافقنامه بود.

### ضرب و شتم یک فعال دانشجویی
۲۸ آذر ماه ۱۳۸۶ و در جریان برگزاری همایش دانش آموختگان دانشگاه صنعت آب و برق، پرسنل حراست دانشگاه با ممانعت از ورود یکی از دانشجویان به دانشگاه، وی را مورد ضرب و شتم شدید قرار دادند.
در پی این اقدام و در پی وجود مشکلات صنفی و همچنین احضار بیش از ۱۶ تن از دانشجویان این دانشگاه به کمیته انضباطی، دانشجویان این دانشگاه با برپایی تجمع اعتراضی ۲۰۰ نفره در برابر ساختمان مدیریت دانشگاه خواستار عزل معاونت فرهنگی این دانشگاه شدند.

### موضوع پسوند علمی، کاربردی
یکی دیگر از مسائل مورد بحث دانشجویان که اعتراضات زیادی را دربرداشته‌است، وجود پسوند علمی کاربردی در مدارک تحصیلی آنهاست. دانشجویان این دانشگاه با توجه به آنکه از طریق کنکور سراسری دانشگاه‌های دولتی وارد دانشگاه می‌شوند، خواستار برداشته شدن پسوند علمی، کاربردی از مدارک تحصیلی شان هستند. اما پس از مدت‌ها و در اسفند ۱۳۸۷ محمود ملاباشی معاون دانشجویی وزارت علوم در این زمینه گفت:
این مسئله باید بررسی شود و دانشجویان می‌توانند یک کپی از آخرین مطالبات خود در خصوص برداشتن این پیشوند تهیه و جهت بررسی به وزارت علوم ارائه کنند.
اما در هر صورت دانشگاه از طریق آزمون سراسری اقدام به پذیرش دانشجو کرده و به عنوان اصلی‌ترین مرکز آموزش علمی-کاربردی، نه تنها نیروی انسانی مورد نیاز وزارت نیرو، بلکه نیروی انسانی مورد نیاز بسیاری از دیگر صنایع کشور را نیز تأمین می‌نماید. بر اساس مصوبات شورای عالی گسترش دانشگاه‌ها و موسسات آموزش عالی کشور، در اردیبهشت ماه ۱۳۷۰ مجوز برگزاری ۵ دوره کارشناسی مهندسی علمی-کاربردی در رشته‌های «شبکه‌های انتقال و توزیع»، «بهره‌برداری نیروگاه»، «بهره‌برداری از سد و شبکه»، «آب و فاضلاب» و «تأسیسات آبی» صادر شده‌است. از سال ۱۳۹۰ پس از انتقال دانشگاه صنعت آب و برق به وزارت علوم، رشته‌های پذیرش شده در این دانشگاه بدون گرایش و پسوند علمی کاربردی بوده‌است.

### انتقال از وزارت نیرو به وزارت علوم
شورای عالی اداری بنا به پیشنهاد مشترک وزارت نیرو و معاونت توسعه مدیریت و سرمایه انسانی رئیس‌جمهور و به منظور ساماندهی موسسات آموزشی و پژوهشی وابسته به وزارت نیرو با ادغام پژوهشگاه نیرو، مؤسسه تحقیقات آب، پارک علم و فناوری صنعت آب و برق، مؤسسه گنجینه ملی آب، مؤسسه تحقیقات و آموزش مدیریت کرج، مؤسسه آموزش عالی علمی - کاربردی صنعت آب و برق و مراکز عالی آموزشی و پژوهشی صنعت آب و برق در استان‌های تهران، آذربایجان، اصفهان، خراسان، خوزستان، منطقه غرب و فارس در دانشگاه صنعت آب و برق (شهید عباسپور) موافقت کرد.
بر این اساس، دانشگاه صنعت آب و برق (شهید عباسپور) نیز با کلیه امکانات، منابع، اعتبارات، وظایف، اختیارات، تعهدات، نیروی انسانی و موسسات آموزشی و پژوهشی وابسته از وزارت نیرو منتزع و به وزارت علوم، تحقیقات و فناوری منتقل می‌شود.
همچنین وزارت علوم، تحقیقات و فناوری موظف است با همکاری وزارت نیرو طی مدت ۳ ماه برای تعیین نوع و تعداد دانشکده‌ها و پژوهشکده‌های موردنیاز، نحوه همکاری آن‌ها با وزارت نیرو و عضویت وزیر یا یکی از معاونان وزارت نیرو در هیئت امنای دانشگاه صنعت آب و برق، ساز وکار لازم را به عمل آورد.
کمیته‌ای مرکب از نمایندگان معاونت توسعه مدیریت و سرمایه انسانی رئیس‌جمهور، معاونت برنامه‌ریزی و نظارت راهبردی رئیس‌جمهور، وزارتخانه‌های نیرو، علوم، تحقیقات و فناوری و امور اقتصادی دارایی تشکیل می‌شود تا طی مدت ۳ ماه به منظور تعیین تکلیف اموال، دارایی‌ها، اعتبارات، تجهیزات، نیروی انسانی، تعهدات و نحوه انتقال آن‌ها تصمیم اتخاذ کنند.
بر اساس این مصوبه، وزاری نیرو و علوم، تحقیقات و فناوری مسئول حسن اجرای مصوبه بوده و دبیرخانه شورای عالی اداری گزارش نحوه اجرای آن را به شورا ارائه می‌کند.
همچنین، شورای گسترش آموزش عالی وزارت علوم، رشته‌های مهندسی برق گرایش قدرت، کنترل، انتقال و توزیع، مهندسی مکانیک، مهندسی عمران، مهندسی مکانیک گرایش نیروگاه، مهندسی عمران گرایش ساختمان‌های آبی و گرایش بهره‌بردای از سد و شبکه در دانشگاه صنعت آب و برق شهید عباسپور را تصویب کرد.
از سوی دیگر تأسیس رشته‌های مقطع دکتری مهندسی برق و دکترای مهندسی مکانیک در دانشگاه صنعت آب و برق شهید عباسپور در شورای گسترش آموزش عالی به تصویب رسید.
طی حکمی از سوی وزیر علوم، سرپرست دانشگاه صنعت آب و برق (شهید عباسپور) منصوب شد ۲۲/۰۴/۱۳۹۰
```
کامران دانشجو
 وزیر علوم، تحقیقات و فناوری طی حکمی علی اکبر افضلیان را به عنوان سرپرست دانشگاه صنعت آب و برق (شهید عباسپور) منصوب نمود. به گزارش روابط عمومی وزارت علوم، در این حکم آمده‌است: امید است با اتکال به عنایات الهی و بهره‌گیری از همه ظرفیت‌های موجود به ویژه همکاری اعضای هیئت علمی و کارکنان متعهد در تحقق اهداف تبیینی در برنامه تقدیمی به 
مجلس شورای اسلامی
 موفق باشید.
```

همچنین در این حکم دانشجو تأکید کرده‌است: ضروری است در حفظ بیت المال و اعمال سیاست‌های مؤثر به منظور صرفه جویی در هزینه‌های غیرضروری و تقویت نظم و انضباط اداری و رعایت دقیق مقررات مالی، در تربیت دانش آموختگانی که بینشی ارزشی و نگرشی معنوی و خدمتگزار داشته باشند، کوشا باشید.
گفتنی است، به استناد مصوبه شماره۳۷۳۸۰/۲۰۶ مورخ ۲۲/۳/۱۳۹۰ شورای عالی اداری، دانشگاه صنعت آب و برق (شهید عباسپور) از وزارت نیرو به وزارت علوم، تحقیقات و فناوری انتقال یافته‌است.

### تشکیل پردیس فنی و مهندسی شهید بهشتی
درحالی‌که پیش از این رایزنی هایی دربارهٔ ادغام این دانشگاه با دانشگاه خواجه نصیر شنیده شده بود و همچنین قرار بود خواجه نصیر با ادغام پردیس رضایی نژاد خود با پردیس فنی و مهندسی عباسپور یک پردیس جامع دانشکدگانی را در شرق تهران ایجاد کند، در ابتدای دولت یازدهم (به دلایل نا معلوم)، دانشگاه صنعت آب و برق در دانشگاه شهید بهشتی ادغام و تبدیل به پردیس فنی و مهندسی شهید عباسپور دانشگاه شهید بهشتی شد.